# 클럽 샌드위치

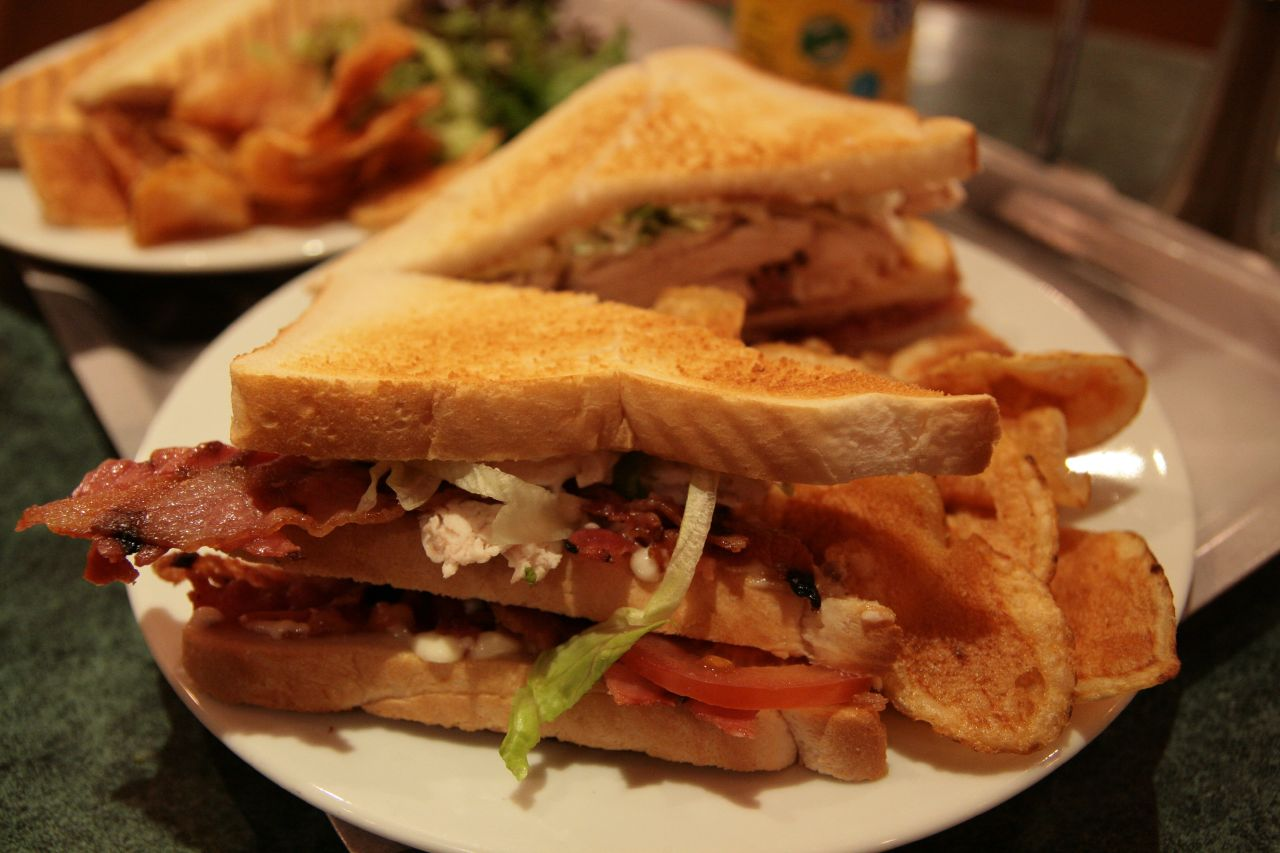
클럽 샌드위치

클럽 샌드위치(club sandwich)는 3장의 구운 식빵 사이에 2층으로 내용물을 넣어 만든 샌드위치이다. 보통 4조각으로 잘라 나무 꼬챙이로 고정해 낸다. 클럽하우스 샌드위치 또는 더블데커라고도 부른다.
전통적인 클럽 샌드위치는 아래층에 칠면조고기를 넣고 위층에 베이컨, 양상추, 토마토를 넣어 만들며, ‘터키 클럽’이라고 부른다. 아래층의 내용물을 칠면조고기가 아닌 닭고기 등 다른 것을 사용한 '치킨 클럽 샌드위치'나 '로스트 비프 클럽 샌드위치'도 쉽게 볼 수 있다. 달걀, 슬라이스 치즈, 베이컨 대신 햄을 넣고 만든다. BLT 샌드위치처럼 클럽 샌드위치도 보통 구운 식빵을 사용하며 마요네즈, 머스터드 혹은 허니 머스터드를 발라 만든다. 클럽 샌드위치에는 주로 코울슬로나 감자 샐러드가 곁들여 나오며 피클도 함께 나온다.
전해지는 이야기로 클럽 샌드위치는 19세기 말 뉴욕주의 사라토가 스프링즈에 있던 도박 클럽에서 처음 만들었다고 하는데, 일반적인 레스토랑에는 1899년경부터 등장했다고 알려져있다.

## 같이 보기
- 샌드위치